# 比布城 (喬治亞州)
比布城（英語：Bibb City）是位於美國喬治亞州馬斯科吉縣的一個非建制地區。該地的面積和人口皆未知。

## 地理
比布城的座標為32°30′05″N 84°59′51″W / 32.50139°N 84.99750°W，而該地的平均海拔高度為103米（即338英尺）。